# Carolina Bunjes
Pour les articles homonymes, voir Rosenthal.
Carolina Bunjes-Rosenthal (1918-2016) est une photographe juive néerlandaise qui a combattu en tant que milicienne dans la Guerre d'Espagne et a travaillé avec la Résistance aux Pays-Bas.
Engagée dans la lutte antifasciste dès son plus jeune âge, elle se rend en Espagne où elle prend les armes contre les nationalistes espagnols en tant que membre des Brigades internationales. Elle combat sur plusieurs fronts de la guerre, mais perd espoir en ses alliés du Parti communiste d'Espagne après avoir été emprisonnée sous accusation d'être une espionne allemande. Capturée par les nationalistes après leur victoire, elle retourne aux Pays-Bas, les trouvant sous occupation nazie.
Là-bas, elle rejoint la résistance néerlandaise, abritant des gens juifs pour que la Gestapo ne les trouve pas, et cachant des armes pour la résistance armée au régime nazi. Après la libération des Pays-Bas, elle se rend au Luxembourg et fonde une famille avec un autre survivant de l'Holocauste. Après sa mort, elle déménage en Italie et ouvre un hôtel, qu'elle gère jusqu'à sa retraite à l'âge de 70 ans. Elle bénéficie d'une pension en raison de ses activités de résistance et passe ses dernières années entre Amsterdam et Pontassieve, où elle décède en 2016.

## Biographie

### Jeunesse
Carolina Bunjes est née à Utrecht le 13 février 1918. Elle est la fille de Rebecca Jacobs, issue d'une famille juive néerlandaise orthodoxe, et de Wilhelm Rudolf Bunjes, un Allemand ayant fui l'Allemagne après avoir déserté lors de la Première Guerre mondiale,. Très jeune, elle déménage à Berlin avec sa famille, où ils sont témoins de l'ascension d'Adolf Hitler au pouvoir.
À l'âge de seize ans, elle quitte le domicile familial pour retourner aux Pays-Bas. Elle s'installe à Amsterdam, où elle vit avec sa sœur aînée, Cato, une femme aux opinions politiques de gauche profondément enracinées qui influencera beaucoup Bunjes. Adolescente, elle s'intéresse à l'anarchisme et au communisme. À cette époque, elle rencontre Franz Lövenstein, un jeune communiste juif allemand, avec qui elle participe à diverses manifestations. Elle est emprisonnée pour distribution de tracts communistes et Lövenstein est expulsé du pays. Après sa libération, ils décident de vivre ensemble à Paris. À cette époque, avec l'afflux massif de Juifs allemands en France, seules des autorisations de séjour temporaires sont accordées. Ainsi, quand Bunjes a dix-huit ans, ils se rendent en Espagne, où ils veulent tous deux combattre comme volontaires contre le fascisme. Ils voient la Guerre civile espagnole comme le début d'une guerre mondiale.

« Avec un peu d'argent dans nos passeports, nous avons obtenu un visa à la frontière espagnole. C'était un pays féodal où les gens n'avaient rien. Les paysans travaillaient des morceaux de terre, qui étaient la propriété d'un marquis qu'ils ne voyaient jamais. L'Église venait collecter ce peu d'argent qu'ils avaient. Le Front populaire des partis de gauche a remporté les élections de février '36. Ils pensaient que les choses iraient mieux. Nous le pensions aussi. »

— Carolina Bunjes

### Guerre civile espagnole
À leur arrivée en Espagne à l'été 1936, ils vivent dans le quartier d'El Raval. Pour gagner leur vie, Bunjes livre des journaux et prend des photographies pour des publications sportives ainsi que des portraits d'activités portuaires. Son travail est principalement publié dans Última Hora et La Humanidad. Ils sont également assistés par Max Friedmann et Werner Hemlin, qui appartiennent au Service étranger du Parti socialiste unifié de Catalogne (PSUC). Franz Lövenstein rejoint la lutte dès le début. Le 19 juillet, il participe aux combats de rue à Barcelone durant la révolte militaire de juillet 1936 et devient ensuite l'un des combattants fondateurs du Bataillon Thälmann de la 11e brigade internationale. Lövenstein se sépare de Bunjes et part pour le front d'Aragon, où il mourra lors de la Bataille de l'Èbre en 1938.
Bunjes est enregistrée comme photographe au siège du Parti communiste d'Espagne (PCE) et travaille pour les journaux Juventud et Ahora: Diario Gráfico. En septembre 1936, déjà à Madrid, elle couvre une manifestation des brigades internationales,,. Dans une interview, Bunjes se souvient que le pire épisode qu'elle a vécu à Madrid a été le bombardement intense subi par la ville par la Légion Condor nazie et la Force aérienne italienne. Elle en prend des photos qu'elle envoie à sa sœur au bureau des brigades internationales à Paris, chargée de les distribuer. En novembre 1936, lors du siège de la capitale, elle participe à la défense de Madrid contre l'armée d'Afrique de Francisco Franco. C'est là qu'elle rencontre et épouse Antonio Blas García, un commandant espagnol de l'armée républicaine,,. Lini, comme on l'appelait, est alors enseigne dans le bataillon Joven Guardia. En décembre, sur le front de Navalcarnero, elle est blessée à la main. Une image d'elle avec la main bandée est diffusée dans diverses publications de l'époque. Une des images qui circulent a été prise par Hans Gutmann, l'auteur de nombreuses autres images emblématiques comme celle de Marina Ginestà. Dans le numéro de décembre 1936 du journal Mundo Gráfico, avec une image prise par Aibero y Segovia, elle est décrite comme suit :

« Cette jeune fille, l'antifasciste allemande Lini Bunjes, est dans le bataillon Jeune Garde et, bien qu'elle soit blessée à une main, elle continue de se battre à son poste sur l'un des fronts du centre. »

— Mundo Gráfico 9/12/1936
Bunjes participe à la Bataille du Jarama et fait partie de la 5e brigade républicaine espagnole en tant que photographe militaire. Elle fait la connaissance de Dolores Ibárruri après une visite qu'elle a faite sur le front de Jarama. Bunjes raconte qu'elle lui a proposé de l'emmener à Moscou quand tout serait perdu, mais elle n'a pas accepté l'offre. La presse internationale s'est rassemblée à l'Hôtel Plaza à Madrid, où elle a rencontré Ernest Hemingway et André Gide.
Soupçonnée d'être une espionne allemande, le Servicio de Información Militar (SIM) mène une enquête sur elle pendant deux semaines, mais ne trouve rien. Ils décident de l'éloigner du front, vers Valence, pour pouvoir continuer à enquêter sur son passé. À Valence, elle est emprisonnée le 19 décembre 1937, sur ordre de la Direction générale de la sécurité, en tant que présumée espionne. Bien que le SIM ne trouve aucune preuve de son espionnage présumé, ils la considèrent néanmoins comme dangereuse parce qu'elle est une femme, arguant : « Elle peut séduire nos camarades, elle est jeune et jolie, elle a beaucoup d'intelligence et connaît notre langue. ». Ils conseillent de l'expulser du pays. Fin janvier 1938, elle est transférée à l'Hôpital Provincial en raison de complications liées à sa grossesse. Elle perd son bébé et est hospitalisée à Valence pendant deux mois avant de retourner à Madrid, où elle est emprisonnée avec un groupe de personnes soupçonnées d'être des droitistes. Blas, son mari, demande au Parti communiste de la libérer. C'est finalement Franz Lövenstein qui intervient pour elle au bureau du PCE à Madrid, déclarant qu'en tant que membre de la Ligue générale néerlandaise de la jeunesse communiste, elle est déjà une antifasciste. Ils proposent de lui rendre sa carte de membre mais Bunjes refuse.
Elle se rend en Estrémadure parce qu'Antonio Blas est affecté là-bas. En juillet 1938, il est capturé à Campanario dans Badajoz où ils tentent de briser le siège de la ville. On n'entend plus jamais parler de lui et il n'y a aucun enregistrement de sa mort, le dernier indice étant qu'il est entré dans le camp de concentration franquiste de Logrosán. Bunjes est à nouveau enceinte et accouche de son fils Antonio à Madrid. Peu après, elle retourne près du front de l'Estrémadure, à Herrera del Duque, un endroit qui est encore aux mains de la République et où elle avait déjà vécu avec son compagnon. En janvier 1939, la région tombe entre les mains des nationalistes. Un voisin la dénonce aux nouvelles autorités et elle est à nouveau emprisonnée, accusée d'être photographe pour des publications de gauche. Le consul néerlandais intervient pour sa libération et lui envoie ses papiers et de l'argent pour qu'elle puisse retourner dans son pays le plus tôt possible. Bunjes part d'abord pour Madrid, où elle passe quelques mois chez sa belle-mère, puis va à Barcelone, d'où elle commence son voyage de retour aux Pays-Bas avec son fils. Elle entre en contact avec un avocat juif qui l'aide à traverser la frontière des Pyrénées. Elle n'a pas de chance et est arrêtée et emprisonnée à Figueras. En janvier 1941, elle est libérée. Par l'intermédiaire du consul allemand à Barcelone, elle obtient les papiers et l'argent pour quitter l'Espagne avec son fils, qui a déjà trois ans,.

### Résistance néerlandaise
À son arrivée aux Pays-Bas en 1941, Bunjes va vivre avec sa mère à Scheveningen, où elle a des contacts et rejoint rapidement la Résistance. Sa mère juive et elle survivent à la Seconde Guerre mondiale parce qu'elles refusent de s'enregistrer comme juives et ne tiennent pas compte de l'appel du Conseil juif, beaucoup d'entre eux finissant dans des camps de concentration nazis. Son rôle dans la Résistance est de fournir des cachettes pour les enfants juifs et les personnes fuyant les nazis. Parmi d'autres actions, elle aide son amie la photographe Pim van Os. En 1944, elle est arrêtée par la Gestapo et emmenée au siège de la police nazie à Euterpestraat à Amsterdam, où elle est interrogée sur ses actions pendant la guerre civile espagnole. Finalement, ils ne trouvent rien d'incriminant et la relâchent. Après cet événement, elle se cache et se voit offrir un emploi en Frise par un agriculteur. Cette ferme sert également à cacher des armes pour les Binnenlandse Strijdkrachten, une organisation fondée en septembre 1944 qui regroupe des groupes résistant au régime nazi. Trente-six membres de la famille de Bunjes ne reviennent pas des camps de concentration,.

### Après-guerre
Après la guerre, Bunjes s'installe à Amsterdam. En février 1947, elle épouse Edouard Rosenthal, un directeur du grand magasin Bijenkorf, qui avait passé deux ans au camp de Bergen-Belsen et avait survécu à Auschwitz,. Lorsqu'elle se marie, elle retrouve sa nationalité néerlandaise, qu'elle avait perdue en raison de son mariage avec un Espagnol. En 1949, ils ont une fille, Catherine. Peu de temps après, ils déménagent au Luxembourg, où ils vivent jusqu'au décès du mari en 1957. Veuve une nouvelle fois, elle se retrouve à s'occuper de trois enfants, dont le fils de Rosenthal issu d'un précédent mariage.
Elle rencontre un anarchiste italien qui avait également combattu en Espagne, Carlo Alvisi, avec qui elle voyage dans le nord de l'Italie après avoir vendu son entreprise au Luxembourg. Elle ouvre l'hôtel Mimosa à Sestri Levante, une ville de la Riviera italienne. L'hôtel a peut-être été appelé Mimosa en mémoire de l'hôtel à Madrid où elle vivait avec Antonio Blas ou en hommage à l'anarchiste Georgette Kokoczynski, décédée sur le front d'Aragon. Son fils Antonio, qui devait hériter de la gestion de l'hôtel, meurt d'un cancer à l'âge de 49 ans. Lorsque son fils décède, elle a déjà plus de soixante-dix ans, alors elle décide de convertir l'hôtel en petits appartements. Elle retourne à Amsterdam pour vivre dans un appartement des services sociaux et sur une pension accordée pour son adhésion à la Résistance. Elle passe ses étés à Pontassieve, un village près de Florence, pour être proche de ses enfants et petits-enfants. En 2008, Bunjes se rend dans un petit village de Majorque, où elle remarque l'intérêt de nombreux jeunes à connaître ce qui s'est passé pendant la guerre d'Espagne :

« Il y a un terrain de football à Majorque où les personnes âgées savent qu'il y a des républicains assassinés en dessous. Les jeunes exigent une excavation pour qu'ils puissent enterrer dignement les restes mortels. »

— Carolina Bunjes
Carolina Bunjes meurt le 25 mai 2016, à l'âge de 98 ans.